# Pedro Yanowitz
Peter ou Pedro Yanowitz, né le 13 septembre 1967 à Chicago, est un batteur, bassiste, auteur-compositeur et artiste visuel américain.
Il est le batteur d'origine du groupe The Wallflowers.

## Biographie
Né à Chicago, il a grandi à Salt Lake City où son père, Frank Yanowitz, est musicien/compositeur de jazz et cardiologue. Yanowitz commence à apprendre la batterie à l'âge de sept ans. Il est diplômé en anglais de l'Université Tufts en 1989.
En 1990, il s'installe à Los Angeles et devient un des membres fondateurs et batteur du groupe The Wallflowers. Il co-produit quatre chansons sur le premier album éponyme pour Virgin Records et co-écrit la chanson After the Blackbird Sings.
Au début des années 1990, il se lie d'amitié avec Allen Ginsberg qu'il a rencontré au Tibet House Benefit. Ils se produisent plusieurs fois ensemble à Carnegie Hall et restent amis jusqu'à la mort de Ginsberg en 1997.
Il rencontre Natalie Merchant à Los Angeles en 1994 et déménage à New York pour travailler en étroite collaboration avec elle sur ce qui va devenir le premier album solo de celle-ci, Tigerlily (en). Yanowitz enregistre deux autres disques avec Merchant, Ophelia et Live in Concert. Il est son compagnon de 1994 jusqu'à leur rupture brutale en 2000.
Il est aussi batteur sur le disque Mermaid Avenue (1998) de Billy Bragg et Wilco et joue des tambours avec Nina Nastasia (2000) sur l'album Dogs produit par Steve Albini.
En 2001, Yanowitz prend le surnom de Pedro et commence à écrire ses propres chansons. Il enregistre et joue en live avec Money Mark sur son disque Change Is Coming. Avec Melissa Auf der Maur et son petit ami de l'époque, Dave Grohl, Yanowitz fonde le groupe Hand of Doom, un groupe hommage à Black Sabbath et enregistre un disque live au Whisky a Go Go en 2002.
Il rencontre Chantal Claret lors d'une soirée et commence à écrire avec elle des chansons pour ce qui sera le premier album de Morningwood. Ils signent chez Capitol Records en 2003. En travaillant avec le producteur Gil Norton Morningwood enregistre son premier disque à Londres aux studios RAK. Yanowitz a écrit les hits Nth Degree, qui a été utilisé par Lincoln-Mercury dans plusieurs de leurs publicités automobiles, et New York Girls, qui est présente dans le film Sex and the City,.
En 2008, Yanowitz joue de la batterie dans le groupe de Yoko Ono en tête d'affiche du Pitchfork Music Festival. Le groupe comprend également Stephen Trask et Thurston Moore. Il collabore aussi avec Andrew W.K. sur l'EP Party All Goddamn Night, avec un morceau qu'ils ont écrit et produit ensemble intitulé We're All Women. Yanowitz a également écrit de la musique pour Sesame Street. Après avoir rencontré Stephen Trask lors d'une retraite d'écrivains dans l'Oklahoma en 2006, Yanowitz commence à collaborer sur la musique et les paroles de l'adaptation musicale de Clueless à Broadway.
Après s'être séparé de Capitol, le groupe Morningwood écrit et enregistre leur deuxième disque, Diamonds & Studs que Yanowitz coproduit avec Junior Sanchez (en) et qui sort en octobre 2009 chez VH1/MTV records. VH1 et MTV ont incorporé plusieurs chansons de Diamonds & Studs dans leur programmation, dont Best of Me, qui est la chanson thème de Daisy of Love (en), Killerlife, que MTV a utilisé comme chanson thème pour Peak Season (en) et Sugarbaby qui a été utilisé comme chanson thème pour You're Cut Off (en) de VH1.
Au cours de l'été 2013, Yanowitz écrit et joue dans son propre spectacle intitulé Walking In Soho au Signature Theatre dans le cadre du New York Musical Theatre Festival.
Yanowitz et Trask co-écrivent l'opéra rock This Ain't No Disco, présenté à l'Atlantic Theater Company entre le 30 juin 2018 et le 12 août 2018.
Yanowitz est membre du trio Princess Goes to the Butterfly Museum depuis 2018, aux côtés de Michael C. Hall et Matt Katz-Bohen (en). Leur premier EP éponyme est sorti le 2 avril 2020. En 2023, le groupe sort son deuxième album studio Come Of Age.

## Discographie
- The Wallflowers, The Wallflowers (Virgin Records 1992)
- Natalie Merchant, Tigerlily (Elektra Records 1995)
- Natalie Merchant, Ophelia (Elektra Records 1997)
- Billy Bragg & Wilco, Mermaid Avenue (Elektra Records 1998)
- Natalie Merchant, Live in Concert (Elektra Records 1999)
- Nina Nastasia, Dogs (Touch & Go Records 2000, reissued 2004)
- Money Mark, Change Is Coming (Emperor Norton 2001)
- Hand of Doom, Live in Los Angeles (Idaho Records 2002)
- Morningwood, Morningwood (Capitol Records 2004)
- Morningwood, Diamonds & Studs (MTV/VH1 Records 2009)
- Hedwig and the Angry Inch, Cast album, (2014)